# Drew Barham
Andrew Patrick „Drew“ Barham (* 29. Dezember 1989 in Memphis, Tennessee) ist ein ehemaliger US-amerikanischer Basketballspieler.

## Laufbahn
Der aus Cordova (US-Bundesstaat Tennessee) stammende Barham spielte Basketball an der Christian Brothers High School in Memphis, ehe er ab 2009 zur Basketball-Mannschaft der University of Memphis (erste NCAA-Division) gehörte. Dort blieb seine Einsatzzeit gering. In 49 Spielen stand er im Durchschnitt sechs Minuten auf dem Feld und erzielte 1,9 Punkte pro Begegnung. Barham verließ Memphis 2011 und ging an die Gonzaga University (ebenfalls erste NCAA-Division), durfte wegen der Wechselbestimmungen in der Saison 2011/12 aber nicht am Wettkampfbetrieb teilnehmen. Zwischen 2012 und 2014 absolvierte er dann 64 Spiele für die „Bulldoggen“ und verbuchte Mittelwerte von 4,9 Punkten sowie 2,3 Rebounds je Partie. Insbesondere in der Saison 2013/14 stellte er seine Fähigkeiten als Distanzschütze unter Beweis, als er von 127 geworfenen „Dreiern“ 61 traf, was einer sehr hohen Erfolgsquote von 48,0 Prozent entspricht.
Seine ersten Schritte als Berufsbasketballspieler tat Barham beim japanischen Verein Oita Heat Devils. In der Saison 2015/16 erzielte er in 41 Einsätzen für den tschechischen Erstligisten Usti nad Labem im Schnitt 14,1 Punkte pro Begegnung und tat sich mit 86 erzielten Dreipunktwürfen abermals als Schütze hervor. In der Saison 2016/17 stand Barham zunächst bei BC Targu-Mures in Rumänien und ab Januar 2017 bei Falco KC Szombathely in Ungarn unter Vertrag.
Barham kehrte in sein Heimatland zurück und stand bei den Maine Red Claws in der NBA G-League unter Vertrag. In der Sommerpause 2018 wurde er vom deutschen Zweitligisten Hamburg Towers verpflichtet. Er wurde mit Hamburg Meister der 2. Bundesliga ProA und war auf dem Weg zum Titel mit 14,3 Punkten pro Begegnung bester Korbschütze der Mannschaft. Seine 85 getroffenen Dreipunktwürfe bedeuteten den zweithöchsten Wert im Towers-Kader. Im Juli 2019 beendete er seine Karriere.